# Aeródromo de Barra de Tortuguero
El aeródromo de Barra de Tortuguero (IATA: TTQ, OACI: MRBT) es un aeródromo público costarricense que sirve al pueblo de Tortuguero y al parque nacional Tortuguero ubicados en el cantón de Pococí en la provincia de Limón. El aeródromo es propiedad pública de la Dirección General de Aviación Civil de Costa Rica.
El aeródromo se encuentra a tres kilómetros al noroeste del centro del pueblo de Tortuguero. 

## Información técnica
La pista de aterrizaje del aeródromo está ubicada en una estrecha barra entre el río Tortuguero y el Caribe. El despegue y la aproximación a la pista de aterrizaje son parcialmente sobre el agua. 
La baliza no direccional de Barra del Colorado (Ident: COL) está localizada a 40 kilómetros al norte-noroeste del aeródromo. El VOR-DME de Limón (Ident: LIO) está localizado a 86 kilómetros al sureste de la pista de aterrizaje.

## Aerolíneas y destinos
| Destinos   | Aeropuertos                              | Aerolíneas         |
| ---------- | ---------------------------------------- | ------------------ |
| La Fortuna | Aeropuerto de La Fortuna                 | SANSA              |
| Limón      | Aeropuerto Internacional de Limón        | SANSA (estacional) |
| Quepos     | Aeropuerto La Managua                    | SANSA (estacional) |
| San José   | Aeropuerto Internacional Juan Santamaría | SANSA              |
| San José   | Aeropuerto Internacional Tobías Bolaños  | Aerobell           |

## Estadísticas de pasajeros
Las siguientes estadísticas de pasajeros provienen de los anuarios estadísticos de la Dirección General de Aviación Civil de Costa Rica.